# Vasso Papandreou

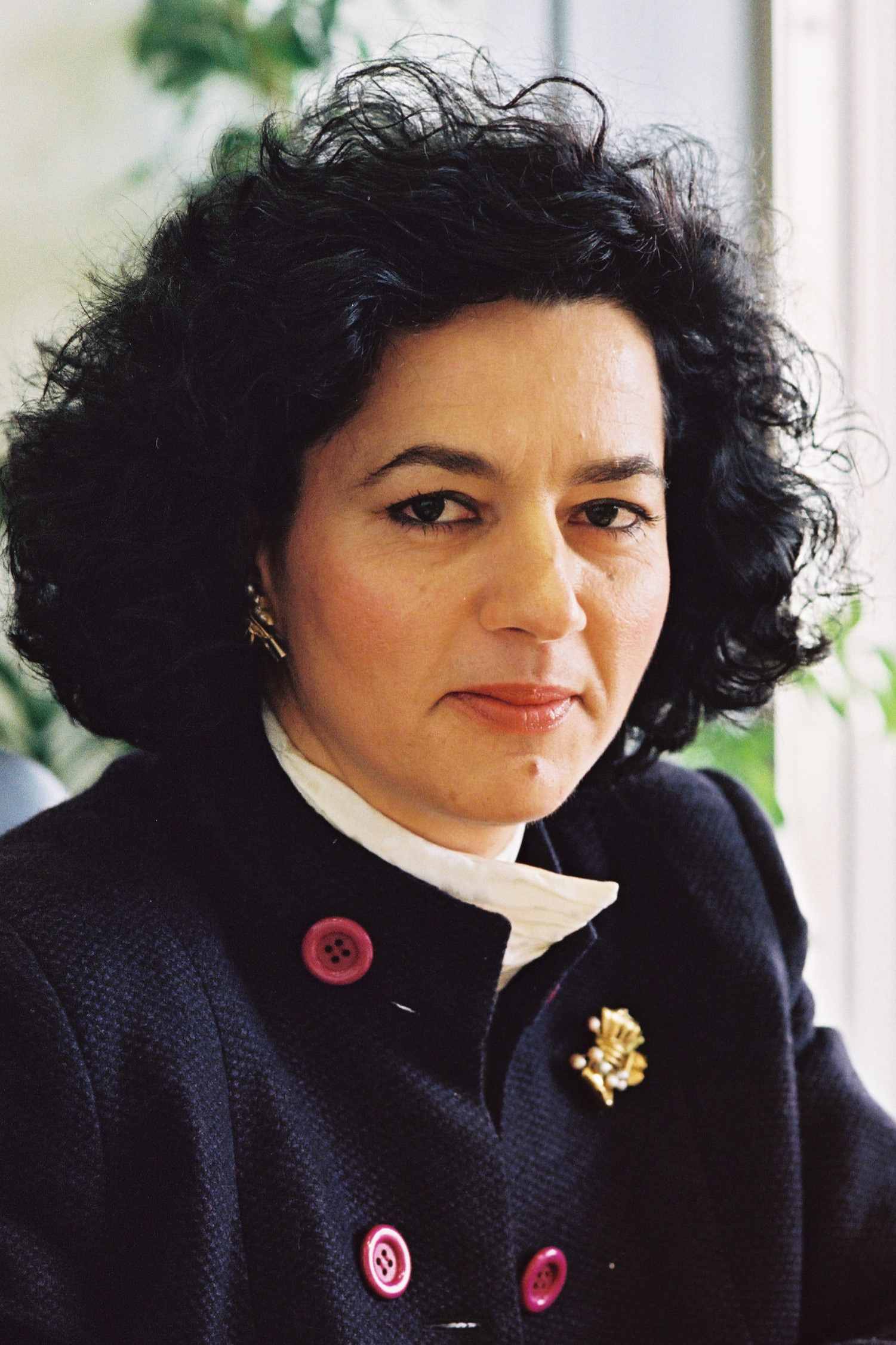
Vasso Papandreou (1990)

Vassiliki „Vasso“ Papandreou (griechisch Βασιλική „Βασω“ Παπανδρεου; * 9. Dezember 1944 in Valimitika, Präfektur Achaia; † 17. Oktober 2024 in Athen) war eine griechische Politikerin (PASOK). Sie war griechische Ministerin und Europäische Kommissarin für Beschäftigung, industrielle Reformen und soziale Angelegenheiten.

## Leben
Papandreou studierte in Athen und London Ökonomie und wurde 1981 an der University of Reading promoviert. Während der Zeit der Griechischen Militärdiktatur lebte Papandreou überwiegend im Ausland. Nach dem Sturz der Diktatur kehrte sie in ihre Heimat zurück und zählte zu den Gründern der sozialdemokratischen Partei PASOK.
Von 1989 bis 1993 war sie als erste Frau Mitglied der Europäischen Kommission und in der Kommission Delors II Europäische Kommissarin für Beschäftigung, industrielle Reformen und soziale Angelegenheiten. In den Jahren von 1996 bis 2004 bekleidete sie verschiedene Ministerposten in der griechischen Regierung. Dabei fungierte sie zunächst als Entwicklungsministerin; später wurde sie Ministerin für innere Angelegenheiten, öffentliche Verwaltung und Dezentralisierung sowie schließlich ab Oktober 2001 Ministerin für Umwelt, Raumordnung und öffentliche Arbeiten.
Papandreou starb am 17. Oktober 2024 im Alter von 79 Jahren in Athen.